# Helichrysum melitense
Espèce
Statut de conservation UICN

 CR B1ab(i,ii,iii,iv,v) : 
En danger critique
L'Immortelle de Malte ou Helichrysum melitense (en maltais : Sempreviva ta’ Għawdex) est une espèce de plante à fleurs de la famille des Astéracées, endémique sur l'île de Gozo.

## Synonymes
- Helichrysum rupestre var. melitense Pignatti

## Description
Arbuste d'environ 1m de hauteur, portant des feuilles blanches, allongées, densément recouvertes d'un duvet court. Fleurs d'un jaune intense.

## Écologie
La plante pousse principalement sur les falaises de calcaire et les éboulis côtiers, préférant l'exposition en plein soleil. Occasionnellement, elle peut également être trouvée sur des plateaux plus accessibles au-dessus des falaises. La plante fleurit de mars à juin. Son taux de fertilité est très bas.
C'est un petit arbuste très décoratif, qui pourrait être facilement cultivé. Plusieurs autres espèces d'Helichrysum sont utilisées pour soigner l'asthme et les rhumatismes, mais il n'y a aucune preuve que cette espèce a été utilisée à des fins médicinales.

## Population
Seuls quelques centaines d'individus subsistent à l'état sauvage, disséminés dans les falaises à l'ouest de Gozo et sur le Fungus Rock, sur une surface totale inférieure à 5 km². La population semble stable dans les falaises inaccessibles mais en déclin dans les sites plus faciles d'accès. L'espèce est considérée comme éteinte sur l'île de Malte où elle n'a pas été retrouvée depuis 1927,

## Menaces
L'espèce est considérée en danger critique d'extinction. Elle subit une destruction de son habitat à cause des ondes de pression des explosions à proximité de carrières de calcaire. Dans une moindre mesure, la poussière des carrières constitue également une menace. La régénération de cette espèce est faible, probablement en raison des insectes qui se nourrissent de ses graines. Elle subit aussi la concurrence avec d'autres espèces végétales extensives comme le Figuier de Barbarie, l'Agave d'Amérique ou Carpobrotus edulis qui colonisent les falaises. Par ailleurs, l'urbanisation et le tourisme ont augmenté spectaculairement dans l'habitat de cette espèce. Il faut aussi ajouter des prélèvements à des fins ornementales.
Elle est considérée par l'UICN comme faisant partie des 50 plantes les plus menacées des îles méditerranéennes.

## Actions de sauvegarde
L'espèce est protégée. L'accès au Fungus Rock est interdit sans autorisation. Un projet de protections des falaises de Gozo est à l'étude. Des travaux sont en cours pour reproduire la plante par bouturage et la cultiver à des fins ornementales.

## Sources et références
1. ↑  IPNI. International Plant Names Index. Published on the Internet http://www.ipni.org, The Royal Botanic Gardens, Kew, Harvard University Herbaria & Libraries and Australian National Botanic Gardens., consulté le 28 juillet 2020.
2. ↑  (en) Joe Sultana et Victor Falzon, Wildlife of the Maltese Islands, Environment Protection Department, 1996, 330 p. (ISBN 99909-65-02-1)
3. 1 2 3 4  (en) UICN : espèce Helichrysum melitense
4. ↑  (en) « Helichrysum melitense », sur Wild plants of Malta & Gozo (consulté le 14 avril 2015)
5. 1 2 3  (en) Joelene Xiberras et Sandro Lanfranco, « Morphometric and reproductive variation in the strict endemic Helichrysum melitense in Gozo, Malta », dans XIV Optima Meeting Palermo, 9-15.9.2013, Palerme, 2013 (lire en ligne)
6. ↑  (en) Sciberras, J. & Sciberras, A, « Notes on the distribution of Helichrysum melitense, Hyoseris frutescens and Matthiola incana melitensis in the Maltese islands », The Central Mediterranean Naturalist, vol. 5, no 1,‎ 2009, p. 28-34
7. ↑  Bertrand de Montmollin et Wendy Strahm, Le `Top 50 des plantes menacées des ìles méditerranéennes : comment les sauver de l'extinction, Gland, UICN, 2005, 110 p. (ISBN 2-8317-0833-8, lire en ligne), p. 72